# Antholzer Bach
Der Antholzer Bach (italienisch Rio Anterselva) ist ein rund 19,3 Kilometer langer rechter Zufluss der Rienz in Südtirol.

## Geographie
Der Antholzer Bach entspringt im Antholzer See auf 1642 m Höhe im Talschluss des Antholzer Tals. In seinem Oberlauf ist er teilweise im Naturpark Rieserferner-Ahrn unter Schutz gestellt. Er entwässert ein Gebiet von rund 112 km² und wird von zahlreichen Nebenbächen gespeist, die ihm aus der Rieserfernergruppe und den Villgratner Bergen zuströmen. In seinem Verlauf durchfließt er der Reihe nach die Siedlungen und Ortschaften Antholz Obertal, Antholz Mittertal, Antholz Niedertal, Oberrasen und Niederrasen, die allesamt zur Gemeinde Rasen-Antholz gehören. Nach Niederrasen erreicht der Antholzer Bach das Pustertal, wo er bei Neunhäusern auf 980 m Höhe in die Rienz mündet.

## Name
Der Antholzer Bach ist bereits im 15. Jahrhundert als „der Pach, der durch Entholz rinnt“ oder einfach „das Wasser“ sowie 1768 als „Antholzerpach“ bezeugt.